# Municipio de Newport (Ohio)
El municipio de Newport (en inglés: Newport Township) es un municipio ubicado en el condado de Washington en el estado estadounidense de Ohio. En el año 2010 tenía una población de 1988 habitantes y una densidad poblacional de 21,52 personas por km².

## Geografía
El municipio de Newport se encuentra ubicado en las coordenadas 39°24′12″N 81°17′41″O / 39.40333, -81.29472. Según la Oficina del Censo de los Estados Unidos, el municipio tiene una superficie total de 92.38 km², de la cual 91,22 km² corresponden a tierra firme y (1,26 %) 1,17 km² es agua.

## Demografía
Según el censo de 2010, había 1988 personas residiendo en el municipio de Newport. La densidad de población era de 21,52 hab./km². De los 1988 habitantes, el municipio de Newport estaba compuesto por el 98,49 % blancos, el 0,1 % eran afroamericanos, el 0,15 % eran amerindios, el 0,35 % eran asiáticos y el 0,91 % eran de una mezcla de razas. Del total de la población el 0,3 % eran hispanos o latinos de cualquier raza.